# Liste des sites et monuments classés de la wilaya de Souk Ahras
Cet article présente une liste des sites et monuments classés de la wilaya de Souk Ahras, en Algérie.

## Liste
| Id   | Identification du bien                                                                        | Datation | Commune     | Coordonnées    | Catégorie du classement | Mesures et date de protection | Date de publication au Journal Officiel | Illustration    |                       |
| ---- | --------------------------------------------------------------------------------------------- | -------- | ----------- | -------------- | ----------------------- | --- | --------------------------------------- | --------------- | --------------------- |
| 41-1 | Mausolée Romain                                                                               | Antique  | M'daourouch | à géolocaliser | Classé                  | Classé parmi les sites et monuments historiques en (L.1900), Conformément à l'article 62 de l'ordonnance N° 67-281 du 20/12/1967           | N° 07 du 23/01/1968                     |                 | Télécharger une image |
| 41-2 | Mausolée Romain situé sur un terrain domanial dans le douar des Ouled Soukies (Ksar El Ahmar) | Antique  | Taoura      | à géolocaliser | Classé                  | Classé parmi les sites et monuments historiques en date du 05/08/1902, Conformément à l'article 62 de l'ordonnance N° 67-281 du 20/12/1967 | N° 07 du 23/01/1968                     | Image manquante | Télécharger une image |
| 41-3 | Restes de citadelles, enceinte Byzantine de Tiffech, ( Tipasa de Numidie )                    | Antique  | Tiffech     | à géolocaliser | Classé                  | Classé parmi les sites et monuments historiques en (L.1900), Conformément à l'article 62 de l'ordonnance N° 67-281 du 20/12/1967           | N° 07 du 23/01/1968                     | Image manquante | Télécharger une image |
| 41-4 | Ruines antiques                                                                               | Antique  | Khemissa    | à géolocaliser | Classé                  | Classé parmi les sites et monuments historiques en date du 23/08/1900, Conformément à l'article 62 de l'ordonnance N° 67-281 du 20/12/1967 | N° 07 du 23/01/1968                     |                 | Télécharger une image |
| 41-5 | Ruines du palais Byzantin                                                                     | Antique  | M'daourouch | à géolocaliser | Classé                  | Classé parmi les sites et monuments historiques en (L.1900), Conformément à l'article 62 de l'ordonnance N° 67-281 du 20/12/1967           | N° 07 du 23/01/1968                     | Image manquante | Télécharger une image |
| 41-6 | Statues et fragments antiques déposés au jardin de la commune                                 | Antique  | Souk Ahras  | à géolocaliser | Classé                  | Classé parmi les objets mobiliers classés en date du 20/12/1967, Conformément à l'article 62 de l'ordonnance N° 67-281 du 20/12/1967       | N° 07 du 23/01/1968                     |                 | Télécharger une image |
| 41-7 | Territoires et monuments de l'antique Thubursicum Numidarum ( Khamissa )                      | Antique  | Khemissa    | à géolocaliser | Classé                  | Classé parmi les sites et monuments historiques en (L.1900), Conformément à l'article 62 de l'ordonnance N° 67-281 du 20/12/1967           | N° 07 du 23/01/1968                     | Image manquante | Télécharger une image |